# Bund der „Euthanasie“-Geschädigten und Zwangssterilisierten
Der Bund der „Euthanasie“-Geschädigten und Zwangssterilisierten war eine Vereinigung, die sich für die Rehabilitation der Opfer von Zwangssterilisation und „Euthanasie“ während der Zeit des Nationalsozialismus in Deutschland einsetzt. Zu den Gründungsmitgliedern zählte Dorothea Buck.

## Geschichte und Bedeutung
Der Bund der „Euthanasie“-Geschädigten und Zwangssterilisierten e.V, wurde im Jahr 1987 in Detmold gegründet und deutschlandweit aktiv. Dorothea Buck war eine der Mitbegründerinnen.
Die Arbeitsgemeinschaft Bund der „Euthanasie“-Geschädigten und Zwangssterilisierten (AG BEZ), bis Ende 2009 unter dem Namen Bund der „Euthanasie“-Geschädigten und Zwangssterilisierten e.V. (BEZ) bekannt, ist eine Organisation, die sich für die Rehabilitation der Opfer von Zwangssterilisation und „Euthanasie“ während der Zeit des Nationalsozialismus in Deutschland einsetzt. Das Hauptanliegen der AG BEZ besteht darin, das erlittene Unrecht anzuerkennen und gegen das Vergessen anzukämpfen.
Gegründet wurde die Organisation, um den Opfern von Zwangssterilisation und „Euthanasie“ eine Stimme zu verleihen und ihre Rechte zu verteidigen. Die AG BEZ arbeitet aktiv daran, das Bewusstsein für die historischen Verbrechen zu schärfen und die Öffentlichkeit über die Grausamkeiten aufzuklären, die diesen Menschen widerfahren sind.
Ein weiteres Ziel der AG BEZ ist es, die Rehabilitierung der Betroffenen zu fördern und sicherzustellen, dass sie angemessene Unterstützung und Entschädigung erhalten. Die Organisation bietet den Überlebenden und ihren Familien eine Plattform, um ihre Geschichten zu teilen und gemeinsam für Gerechtigkeit einzutreten.
Die Organisation ist im Gremium Beiratskommission zur Geschichte der Konzentrationslager der Stiftung Brandenburgische Gedenkstätten vertreten.

## Werke
- Erbgesundheitsgeschichte. Dokumentation des Bundes der „Euthanasie“-Geschädigten und Zwangssterilisierten e.V. 1997